# 田胡和哉
田胡 和哉（たご かずや）は、日本の工学者。東京工科大学教授。博士（工学）。

## 経歴
筑波大学大学院工学研究科博士課程修了後、1986年に筑波大学電子情報工学系助手となる。
1988年に東京大学工学部助手に就任し、その後日本IBM東京基礎研究所に勤務した。
2002年に東京工科大学助教授に就任。
2010年現在、同大学コンピュータサイエンス学部教授。
専門分野は、オペレーティングシステム。
2006年に、ネットツーコムとの共同研究開発により「工科大ケータイ」を開発。「工科大ケータイ」は、OSとしてLinuxを実装した携帯電話。
2008年には、A4サイズ情報端末「Afour」を開発した。
また、ブラウザOS「Raptor」の研究開発などを行っている。

## 略歴
- 筑波大学大学院工学研究科博士課程修了
- 1986年 筑波大学電子情報工学系助手
- 1988年 東京大学工学部助手
- 日本IBM東京基礎研究所
- 2002年 東京工科大学助教授
- 東京工科大学コンピュータサイエンス学部教授

## 受賞歴
- 情報処理学会論文賞(1984年)
- 情報処理学会奨励賞(1987年)

## 論文
主な論文は次の通りである。
- 「オープンソフトウェアによるNetwork Attached Storageの性能の解析および改善に関する一試み」『情報処理学会論文誌』　Vol.44、No.2、2003年2月